# Lapalud
Lapalud est une commune française, située dans le département de Vaucluse en région Provence-Alpes-Côte d'Azur.

## Géographie
La commune de Lapalud est située à l'extrême nord-ouest du département de Vaucluse, à une cinquantaine de kilomètres au nord d'Avignon.
Du fait de sa position, elle est limitrophe de communes d'autres départements. On trouve ainsi au nord de la commune, Pierrelatte dans le département de la Drôme, puis à l'ouest, Saint-Marcel-d'Ardèche et Saint-Just-d'Ardèche en Ardèche. Nous sommes aussi à proximité de Pont-Saint-Esprit dans le Gard, bien que cette commune ne soit pas limitrophe avec celle de Lapalud.
Pour le Vaucluse, on trouve au sud Lamotte-du-Rhône et à l'est, Bollène.
|                                  | Pierrelatte (Drôme) |         |
| Saint-Marcel-d'Ardèche (Ardèche) | Lapalud             | Bollène |
| Saint-Just-d'Ardèche (Ardèche)   | Lamotte-du-Rhône    |         |

### Accès
Du nord, depuis Pierrelatte, arrive au bourg la route nationale 7, qui repart au sud, tout comme la route départementale 63 (vers Lamotte-du-Rhône et Pont-Saint-Esprit dans le Gard). Les routes départementales 204 (vers Saint-Paul-Trois-Châteaux), 204a et 8 (vers Bollène) partent vers l'est.
La ligne de Combs-la-Ville à Saint-Louis (LGV) et la ligne de Paris-Lyon à Marseille-Saint-Charles (ligne classique) passent sur la commune.

### Relief
Avec une altitude minimale de 42 mètres et une altitude maximale de 59 mètres, la commune présente une topographie relativement plate.

### Sismicité
Les cantons de Bonnieux, Apt, Cadenet, Cavaillon, et Pertuis sont classés en zone Ib (risque faible). Tous les autres cantons du département de Vaucluse sont classés en zone Ia (risque très faible). Ce zonage correspond à une sismicité ne se traduisant qu'exceptionnellement par la destruction de bâtiments.

### Hydrographie
Le Rhône passe en bordure ouest de la commune et celle-ci est traversée par le Lauzon.
Le Rhône a par le passé de nombreuses fois débordé, voire changé de cours. Ses crues furent dévastatrices, les plus désastreuses furent celles de 1840 et surtout de 1856 où 120 maisons furent détruites. Mais les anciens construisaient leur maison à des emplacements privilégiés, légèrement en hauteur, empêchant les eaux boueuses de faire de gros ravages. Ils mettaient leurs bêtes dans une écurie surélevée, « lou recati ». Les animaux pouvaient y accéder par une pente et s'y abriter en cas d'inondation. Les deux dernières furent en 2002 et 2003.
Un plan d'eau est présent à l'est du bourg et le lac de Deves au sud-est.

### Climat
Pour des articles plus généraux, voir Climat de Provence-Alpes-Côte d'Azur et Climat de Vaucluse.
En 2010, le climat de la commune est de type climat méditerranéen franc, selon une étude du Centre national de la recherche scientifique s'appuyant sur une série de données couvrant la période 1971-2000. En 2020, Météo-France publie une typologie des climats de la France métropolitaine dans laquelle la commune est exposée à un climat méditerranéen et est dans la région climatique  Provence, Languedoc-Roussillon, caractérisée par une pluviométrie faible en été, un très bon ensoleillement (2 600 h/an), un été chaud (21,5 °C), un air très sec en été, sec en toutes saisons, des vents forts (fréquence de 40 à 50 % de vents > 5 m/s) et peu de brouillards. 
Pour la période 1971-2000, la température annuelle moyenne est de 13,8 °C, avec une amplitude thermique annuelle de 17,8 °C. Le cumul annuel moyen de précipitations est de 805 mm, avec 6,1 jours de précipitations en janvier et 3,2 jours en juillet. Pour la période 1991-2020, la température moyenne annuelle observée sur la station météorologique de Météo-France la plus proche, « Pont-Saint-Esprit », sur la commune de Pont-Saint-Esprit à 6 km à vol d'oiseau, est de 14,2 °C et le cumul annuel moyen de précipitations est de 829,8 mm. 
La température maximale relevée sur cette station est de 42,2 °C, atteinte le 6 août 2003 ; la température minimale est de −12,7 °C, atteinte le 7 janvier 1985,,. 
Les paramètres climatiques de la commune ont été estimés pour le milieu du siècle (2041-2070) selon différents scénarios d'émission de gaz à effet de serre à partir des nouvelles projections climatiques de référence DRIAS-2020. Ils sont consultables sur un site dédié publié par Météo-France en novembre 2022.

## Urbanisme

### Typologie
Au 1er janvier 2024, Lapalud est catégorisée bourg rural, selon la nouvelle grille communale de densité à sept niveaux définie par l'Insee en 2022.
Elle appartient à l'unité urbaine de Lapalud, une unité urbaine monocommunale constituant une ville isolée,. Par ailleurs la commune fait partie de l'aire d'attraction de Pierrelatte, dont elle est une commune de la couronne,. Cette aire, qui regroupe 17 communes, est catégorisée dans les aires de moins de 50 000 habitants,.

### Occupation des sols
L'occupation des sols de la commune, telle qu'elle ressort de la base de données européenne d’occupation biophysique des sols Corine Land Cover (CLC), est marquée par l'importance des territoires agricoles (82 % en 2018), en diminution par rapport à 1990 (84,1 %). La répartition détaillée en 2018 est la suivante : 
zones agricoles hétérogènes (82 %), zones urbanisées (9,9 %), forêts (4,5 %), eaux continentales (3,5 %). L'évolution de l’occupation des sols de la commune et de ses infrastructures peut être observée sur les différentes représentations cartographiques du territoire : la carte de Cassini (XVIIIe siècle), la carte d'état-major (1820-1866) et les cartes ou photos aériennes de l'IGN pour la période actuelle (1950 à aujourd'hui).

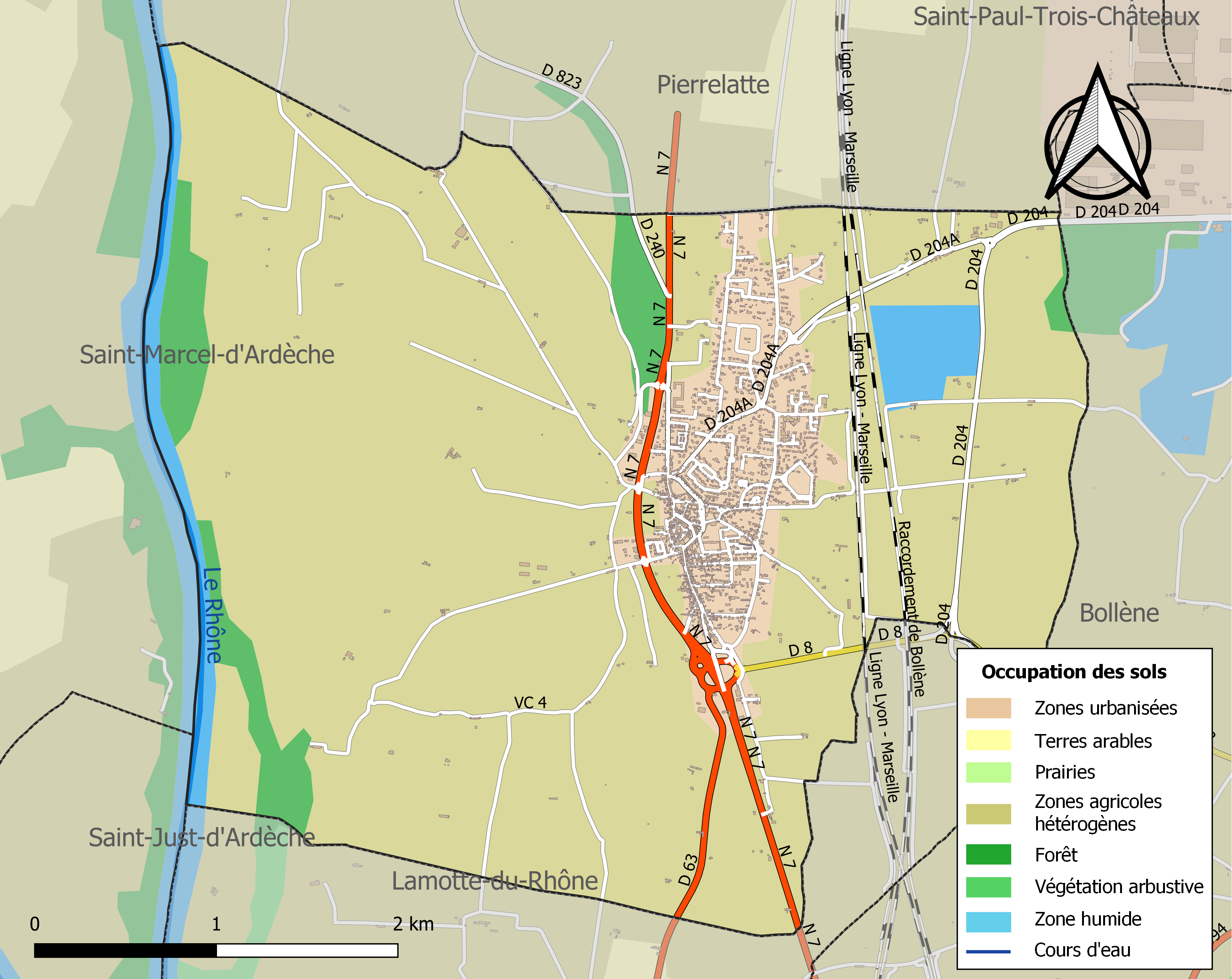
Carte des infrastructures et de l'occupation des sols de la commune en 2018 (CLC).

## Histoire
Le territoire de Lapalud, situé dans le couloir rhodanien, proche d'un des rares ponts, au Moyen Âge, franchissant le Rhône, traversé par la route reliant Paris à Marseille, a vu passer bien des hommes, certains ont apporté la joie, mais la plupart ont amené effroi, tristesse et désolation.
L'histoire du village ne commence pas avec le XIIe siècle, date de sa fondation. Elle commence bien avant.
Dès 5400 avant J.-C., des hommes, certainement des pêcheurs habitant dans des huttes, ont vécu sur notre territoire. En effet, lors des fouilles réalisées pour le tracé du chemin de fer du TGV, sur le site des Petites Bâties à Lamotte-du-Rhône, on a découvert des traces d'habitat datant de cette époque. Si des hommes ont été enterrés au sud de Lapalud, il est bien évident que de leur vivant, certains d'entre eux ont vécu sur le territoire de pêche, chasse et cueillette.

### Préhistoire et Antiquité

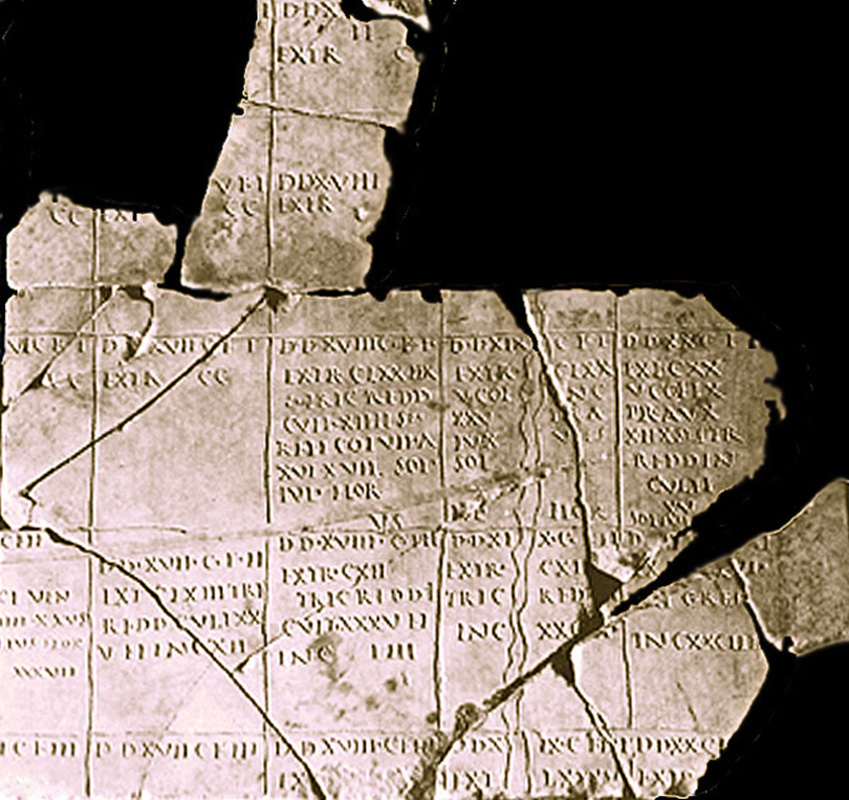
Cadastres d'Orange.

Des fouilles réalisées en 1996 lors de la construction de la ligne TGV ont permis de mettre au jour des vestiges de 6000 ans, sur le site des « Petites Bâties », entre Lapalud et Lamotte-du-Rhône. là, on a découvert quelques structures empierrées et des vastes structures de combustion installées dans les fosses. il a été mis en évidence un système de fossés, des foyers et des trous de poteaux qui devaient tenir une palissade. on a trouvé quelques vestiges de céramiques, des outils en pierre taillée, des charbons de bois... Mais, si la nappe phréatique a détruit les restes osseux, elle a permis de conserver la structure des habitations[réf. nécessaire].
Au nord-ouest de Lapalud sur le bord même d'un ancien bras du Rhône, il y a un mur semi-circulaire d'environ 50 m de diamètre. Sa présence permet d'envisager une installation portuaire romaine.[réf. nécessaire]
Peu après 77, dans la plaine alluviale du Rhône, les fouilles TGV[pas clair] ont mis en évidence sur la commune de Lapalud, au lieu-dit les Girardes, un important vignoble. Ses 35 ha étaient à cheval sur quatre centuries du cadastre B d’Orange. Le domaine incluait une villa rustica et trois nécropoles, les vignes se répartissant autour en monoculture à l’exception de quelques terres céréalières. Ce vignoble fut exploité jusqu’à la fin du Ier siècle où les indices de la viticulture disparaissent. En effet, en 90, un décret de Domitien imposa l’arrachage de la moitié des vignes de la Gaule narbonnaise et les archéologues ont noté une nette remontée des aquifères (Lapalud signifiant le marais) et une reconquête de la forêt.

### Moyen Âge
Vers la fin du XIIIe siècle, Lapalud se composait d'une centaine de maisons. Au XIVe siècle, on construisit une ceinture de murailles larges de 1 m et haute de 6  à   7 m. Il y avait des tours rondes et carrées à 8 ou 10 m d'intervalle et ils s'ouvraient par deux portes. La promenade des Platanes et le cours du Barry étaient de grands fossés profonds et pleins d'eau. Le village se divisa, dès lors, en deux parties. Le bourg neuf hors des remparts, le bourg vieux circonscrit dans les fortifications.
En 1265, Lapalud fait partie du Comtat Venaissin. Tout au long du Moyen Âge, un péage était établi à Lapalud sur le halage des navires remontant le Rhône, halage exclusivement humain jusqu’à la fin du XVe siècle.
Durant près de deux siècles, le village ne se développa pas. En effet, au XIIe siècle, la route entre Avignon et Valence, ne passe pas par Lapalud mais par Saint-Paul, Bollène et Mondragon. Heureusement, au début de XIVe siècle, la construction du pont Saint-Esprit développa le Bourg. Auparavant, seulement trois ponts romains subsistaient encore dans la vallée de Rhône à Vienne, Viviers, Beaucaire. Ils étaient vieux et menaçaient ruines. La confrérie des hospitaliers du Pont du Saint-Esprit entreprit la construction d'un pont près d'un petit hameau qui s'appelait Saint-Saturnin du Port. Après 45 ans de travaux, en 1306, ce pont fut utilisable et fut nommé pont du Saint-Esprit. Toute la population de Nîmes, Narbonne, et de toutes les villes du Languedoc qui voulait se rendre dans le Dauphiné, traversa le Rhône ici. À l'inverse, les pèlerins de l'Allemagne, du Sud de la Suisse, qui se rendaient à Saint-Jacques-de-Compostelle en Espagne, s'arrêtèrent à Lapalud avant de traverser le Rhône. De là découle la création de nombreuses auberges et hôtelleries pour loger les voyageurs.
Sous la papauté d'Avignon plusieurs évènements changèrent le cours des choses. Tout d'abord, en 1317, Jean XXII récupéra pour le Magistère tous les biens des hospitaliers. Puis, de 1360 à 1361, les grandes compagnies investirent la ville et le pont du Saint-Esprit. Et de là firent maintes incursions dans le Comtat Venaissin. À chaque raid, le village pâtit. Plus tard, lors du Grand Schisme d'Occident, la Révérende Chambre Apostolique - le ministère des Finances pontificales - qui était Dame foncière de Lapalud l'inféoda au cardinal Jean de La Grange auquel l'Église devait d'importantes sommes d'argent.

### Les Hospitaliers
Ce fief des comtes de Toulouse, comtes de Provence, est décrit pour la première fois, avec ses confronts, en 1212, dans une charte du cartulaire de Saint-Paul-Trois-Châteaux, lors de la donation de terres qui est faite à l'ordre de Saint-Jean de Jérusalem. Installés sur place, les Hospitaliers durent d'abord rendre hommage, en 1274 à Guillaume de Villaret, premier recteur du Comtat Venaissin. Puis deux ans plus tard, ils transigèrent avec Hugues de La Tour du Pin, évêque de Viviers pour obtenir en fief le Domaine d'Auriol.

### Période moderne
Au fil des ans, Lapalud a vu sa population augmenter.
- Au début du XVIIe siècle, il y avait « 800 âmes en âge de communion ».
- En 1757, le territoire compte 1 034 habitants.

C'est une ville qui est devenue très passagère après la fin des travaux de construction de la portion de route entre Lapalud et Mondragon en 1763. Située à la limite des états pontificaux et des états de roi de France, au contact de deux provinces françaises : le Languedoc et le Dauphiné, Lapalud est devenue un relais de poste vers Pierrelatte, Mondragon, Bagnols-sur-Cèze.
Les troupes de soldats passaient fréquemment à Lapalud, ainsi que les diligences, les chaises de poste, les véhicules chargés de toutes sortes de denrées.
En dehors des anciens remparts, des maisons ont été construites le long de la grande route formant ainsi le bourg neuf avec des bourreliers, maréchal à forge, et de nombreuses auberges, des cafés (11 en 1650).
Ce sont pour toutes ces raisons que dans les registres d'état civil, on trouve de nombreux décès, mariages ou même naissances de personnes qui n'étaient que de passage, venant de tous les coins de France, et même de l'étranger. Les soldats se mariaient avant de partir au combat, certaines femmes accouchaient avant de reprendre la route, des voyageurs décédaient.
- Le tabac : 
 La vente de tabac étant autorisée dans le Comtat, sa culture se développe au XVIIe siècle. En revanche, en France, elle faisait déjà l'objet d'un monopole d'État et des taxes très élevées étaient perçues. Un important trafic de contrebande avait lieu. Lapalud tira profit de sa situation géographique et développa au maximum sa culture de tabac. Mais la France finit par obtenir gain de cause et la culture fut interdite dans tout le Comtat à partir de 1734.
- L'élevage des vers à soie : 
 L'élevage des vers à soie ou sériciculture, introduit dans le Comtat par les Italiens qui servirent les papes à Avignon, intéressait presque tous les habitants de Lapalud. Elle avait atteint un tel niveau en 1601 que le maire de l'époque affirmait que les revenus dus aux cocons et au vin représentaient le principal[réf. incomplète] revenu de la commune. Une véritable forêt de mûriers constituait en 1654 le paysage de la commune. Il y en avait le long des chemins, des champs, au bord des fossés, le long des remparts (à la place de nos platanes actuels).
- La garance : 
 La garance des teinturiers introduite dans la région d'Avignon par un agronome d'origine arménienne, Jean Althen, se développa considérablement à la fin de XVIIIe siècle.

Tous ces revenus font de Lapalud un village très prospère. Comme en pareil cas, la population augmenta jusqu'en 1666, date à laquelle elle atteignit son maximum avec 2 701 habitants.

### Révolution française et Premier Empire
En 1791, Lapalud, avec tout le Comtat Venaissin, est rattachée à la France.
En 1792, Lapalud avec tout le Nord Vaucluse est rattachée à la Drôme. En 1793, la population s'élève à 1 517 habitants.
En 1793, le Vaucluse, 97e département, est créé.
Lors du retour de l'île d'Elbe de Napoléon, en 1813, le duc d'Angoulême décida de lui barrer la route. Mais l'empereur fut plus rapide et il arriva à Paris alors que le duc et ses 5 000 hommes étaient encore dans la vallée du Rhône. Il reflua vers Lapalud où, en butte à l'hostilité des populations et traqué par les troupes impériales, il préféra s'y cantonner. Il y fut assiégé puis contraint de capituler le 8 avril 1815.

### Période contemporaine
À partir du XVIIIe siècle, le bourg déclina, ses activités diminuèrent, sa population passa de 2 701 habitants à 1 675 en 1696, puis à 1 215 en 1936. Plusieurs raisons en sont la cause :
- la récolte de la garance fut peu à peu remplacée par un produit obtenu en distillant de la houille l'alizarine chimique. En 1861, plus personne ne cultive de la garance.
- l'importation de la soie de Chine, l'arrivée sur le marché d'une fibre textile artificielle qui remplaça la soie. L'élevage des vers à soie disparu totalement à partir de 1910.
- la création de la ligne de chemin de fer Paris - Lyon - Marseille enleva une grande partie de la clientèle des diligences et diminua le transport des marchandises par la route.
- la Première Guerre mondiale accentua ce déclin : le 11 novembre 1918, lors du cessez-le-feu, sur 230 Lapalutiens ayant participé directement au combat, 76 ont trouvé la mort et plus de 100 furent blessés.
- beaucoup de jeunes à la recherche de travail partirent travailler dans les villes où l'industrie prenait de l'ampleur et s'y installèrent : Bollène, Orange, Avignon...

Lapalud connut un nouvel essor depuis 1936 grâce à plusieurs facteurs :
- la fabrication des balais. En effet, depuis 1870, la culture de sorgo a progressivement remplacé celle de la garance. On fabriquait de nombreux balais avec ce sorgho. Une trentaine de fabriques existaient en 1945. Tous les jeunes Lapalutiens, après avoir fait leurs études, y travaillaient à la confection des balais. Lapalud avait une certaine célébrité pour ses balais qui étaient exposés et vendus dans toutes les maisons bordant la nationale 7. Mais la création de la déviation entraîna la disparition de ces commerçants. Il n'existe plus aujourd'hui qu'une seule entreprise.
- la construction du canal Donzère - Mondragon. Mis en circulation en 1952, il amena durant plusieurs années beaucoup de monde travaillant sur le chantier. Certains s'établirent définitivement à Lapalud. En 1962, la population était de nouveau en hausse avec 1 477 habitants.
- la construction de l'usine du CEA. En 1965, la construction de l'usine du CEA, entraîne la construction de 120 nouveaux logements CEA, 10 villas particulières et 60 logements en copropriété vont être mis en chantier. La population passe de 1 457 à 2 451 habitants.
- la construction du site nucléaire du Tricastin. Dans les années 1970 avec Eurodif, la centrale EDF, Cogema...qui amena le dernier contingent d'une population très jeune. En 1975, le nombre de Lapalutiens passa à 2 260 et en 1969 à 3 133. Au dernier recensement, elle est de 3 354 habitants.

## Toponymie
La forme la plus ancienne est de Palude, attestée en 1138 qui évolua ensuite vers Paludis, en 1267, puis in villa de Palaude, en 1268. Ce toponyme est formé du mot latin palus (marais) auquel a été accolé le suffixe -ud conformément à l'étymologie.
Lapalud doit son nom aux marais qui s'étendaient à l'ouest et au nord-ouest, et qui, partant des remparts allaient rejoindre le Rhône. Le nom latin d'un marais est palus, de plusieurs marais : paludes. L'usage et le temps en ont fait La Palud, d'abord en deux mots puis en un seul. Sur certaines plaques à la sortie du village il y a 20 ans, le nom était encore écrit en deux mots.
Ces marais couvraient entièrement le quartier des Planières, une partie des Frémigières et du quartier des Oriols. Ils rendaient le pays insalubre et permettaient au Rhône de venir battre les remparts à la moindre inondation. Certaines parties de ces marais étaient assez profondes, elles atteignaient la nappe d'eau naturelle et on pouvait y circuler en barque toute l'année.
Le béal des Barrinques fut alors creusé, certainement en même temps que la construction du pont de Pont-Saint-Esprit sous la direction des frères pontifes. Il était à l'origine très profond et ce fut une réussite, car il assécha une grande partie du pays. Il rendit cette surface cultivable.
L'autre béal, dit le béal de La Palud, n'avait d'autre but que d'évacuer les eaux qui faisaient tourner la roue d'un important moulin qui se trouvait à la jonction de la déviation et de la rue du Vieux-Moulin.
Puis la construction du canal Donzère - Mondragon a pratiquement asséché les terres de la commune.

## Héraldique
| Blason de Lapalud | Les armes peuvent se blasonner ainsi : De gueules à l'ancre d'argent, à la clef d'or et à la clef d'argent passées en sautoir brochant sur le tout. |

## Politique et administration

### Liste des maires

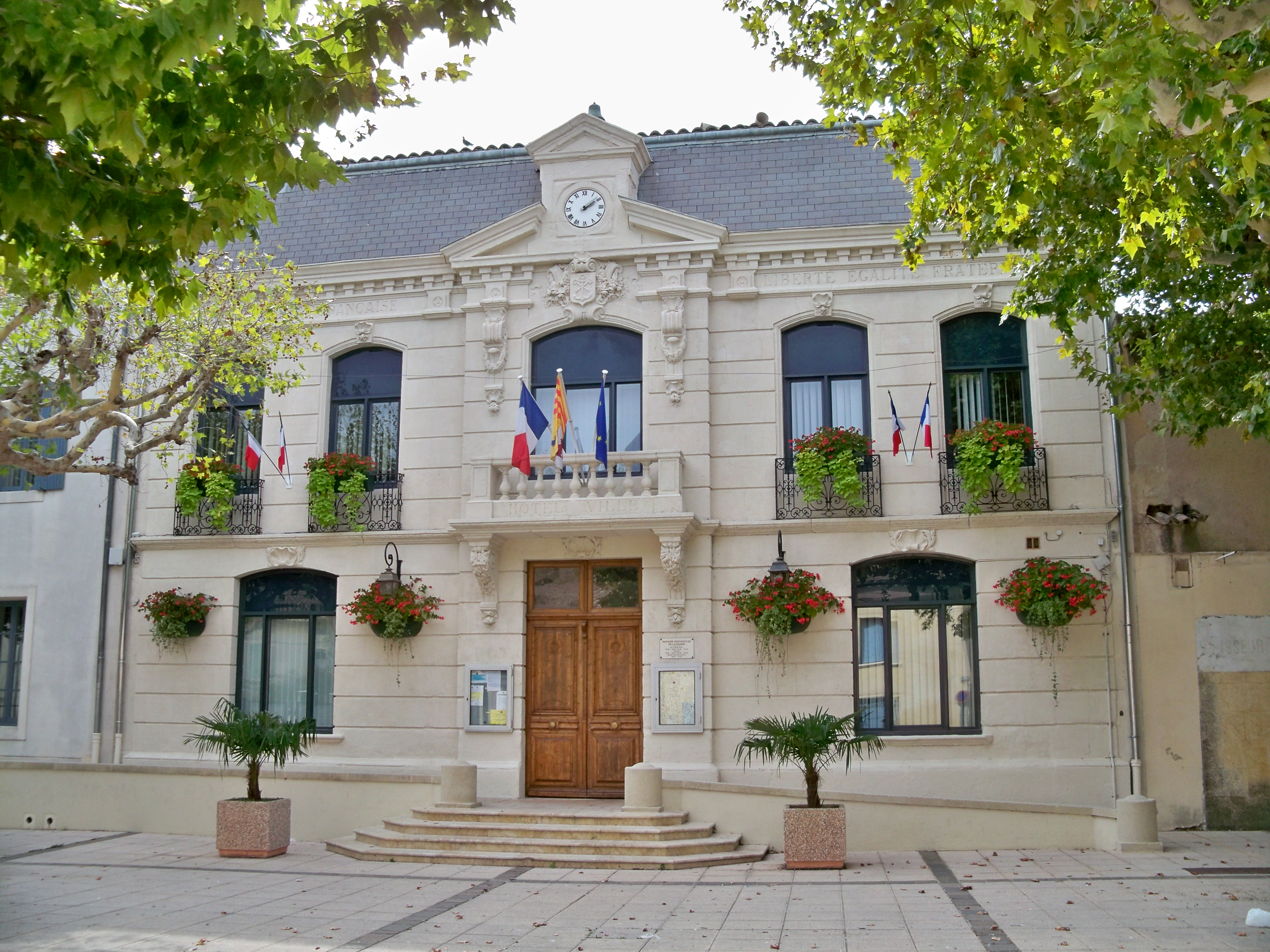
Mairie de Lapalud.

| Période                                  | Période           | Identité                    | Étiquette | Qualité                                                                                      |
| ---------------------------------------- | ----------------- | --------------------------- | --------- | -------------------------------------------------------------------------------------------- |
| Juillet 1790                             | Décembre 1791     | Jean Louis Fargier          |           | Négociant                                                                                    |
| Décembre 1791                            | Juin 1792         | Alexis Charrières           |           | Négociant                                                                                    |
| Juin 1792                                | Septembre 1792    | Paul Louis Couston          |           | Lieutenant-Colonel de Dragons                                                                |
| Septembre 1792                           | Novembre 1795     | Louis Nadal                 |           | Aubergiste                                                                                   |
| Vendémiaire an 10                        | Décembre 1807     | Pierre François Nally       |           |                                                                                              |
| Mai 1837                                 | 1841              | Théodore Brézun             |           | Inspecteur des Droits Réunis                                                                 |
| 19 août 1830                             | 12 septembre 1831 | Joseph-Louis-Victor Jullien |           | Général de brigade                                                                           |
| Les données manquantes sont à compléter. |                   |                             |           |                                                                                              |
| mars 1965                                | 1972 (décès)      | Marius Bouvier              |           |                                                                                              |
| 1972                                     | mars 1977         | René Langlade               |           |                                                                                              |
| mars 1977                                | mars 2014         | Jean-Pierre Lambertin       | PS        | Instituteur retraité, député (1981-1983) Conseiller général du canton de Bollène (1988-2015) |
| mars 2014                                | 4 juillet 2020    | Guy Soulavie                | PS        | Tech.Principal Retraité AREVA                                                                |
| 4 juillet 2020                           | En cours          | Hervé Flaugère              | DVG       |                                                                                              |
| Les données manquantes sont à compléter. |                   |                             |           |                                                                                              |

### Fiscalité
| Taxe                                                | part communale | Part départementale | Part régionale |
| --------------------------------------------------- | -------------- | ------------------- | -------------- |
| Taxe d'habitation (TH)                              | 11,13 %        | 7,34 %              | 0,00 %         |
| Taxe foncière sur les propriétés bâties (TFPB)      | 14,02 %        | 9,91 %              | 2,36 %         |
| Taxe foncière sur les propriétés non bâties (TFPNB) | 56,76 %        | 28,14 %             | 8,85 %         |
|                                                     |                |                     |                |

La part régionale de la taxe d'habitation n'est pas applicable.
La taxe professionnelle est remplacée en 2010 par la cotisation foncière des entreprises (CFE) portant sur la valeur locative des biens immobiliers et par la cotisation sur la valeur ajoutée des entreprises (CVAE) (les deux formant la contribution économique territoriale (CET) qui est un impôt local instauré par la loi de finances pour 2010).

## Démographie
L'évolution du nombre d'habitants est connue à travers les recensements de la population effectués dans la commune depuis 1793. Pour les communes de moins de 10 000 habitants, une enquête de recensement portant sur toute la population est réalisée tous les cinq ans, les populations de référence des années intermédiaires étant quant à elles estimées par interpolation ou extrapolation. Pour la commune, le premier recensement exhaustif entrant dans le cadre du nouveau dispositif a été réalisé en 2005.

En 2022, la commune comptait 3 831 habitants, en évolution de +0,95 % par rapport à 2016 (Vaucluse : +1,73 %, France hors Mayotte : +2,11 %).
| 1793  | 1800  | 1806  | 1821  | 1831  | 1836  | 1841  | 1846  | 1851  |
| ----- | ----- | ----- | ----- | ----- | ----- | ----- | ----- | ----- |
| 1 469 | 1 529 | 1 588 | 2 070 | 2 315 | 2 356 | 2 493 | 2 605 | 2 586 |

| 1856  | 1861  | 1866  | 1872  | 1876  | 1881  | 1886  | 1891  | 1896  |
| ----- | ----- | ----- | ----- | ----- | ----- | ----- | ----- | ----- |
| 2 655 | 2 528 | 2 593 | 2 502 | 2 322 | 2 204 | 2 071 | 1 909 | 1 675 |

| 1901  | 1906  | 1911  | 1921  | 1926  | 1931  | 1936  | 1946  | 1954  |
| ----- | ----- | ----- | ----- | ----- | ----- | ----- | ----- | ----- |
| 1 629 | 1 585 | 1 561 | 1 371 | 1 332 | 1 293 | 1 215 | 1 218 | 1 359 |

| 1962  | 1968  | 1975  | 1982  | 1990  | 1999  | 2005  | 2006  | 2010  |
| ----- | ----- | ----- | ----- | ----- | ----- | ----- | ----- | ----- |
| 1 477 | 2 345 | 2 260 | 3 133 | 3 332 | 3 267 | 3 442 | 3 425 | 3 832 |

| 2015  | 2020  | 2022  | - | - | - | - | - | - |
| ----- | ----- | ----- | - | - | - | - | - | - |
| 3 812 | 3 842 | 3 831 | - | - | - | - | - | - |

## Économie
On trouve plusieurs zones d'activités sur la commune : ZA Les planières, ZA de l'Enclos et ZA du Massigas.

### Tourisme
Espace de loisirs des Girardes comprenant deux lacs d'eau de classe A issue des nappes phréatiques. On y pratique la promenade, le jogging, la pêche à la ligne, la voile, la plongée, la baignade surveillée l'été (juillet et août).
À disposition : La brasserie du Lac, une salle de fête locative.
Plusieurs gites et chambres d'hôtes sont présents sur la commune.

### Agriculture
On cultive sur la commune céréales (blé, colza, maïs, tournesol), luzerne, fruitiers (pommiers, abricotiers, cerisiers, pêchers) et vignes. Les vins qui ne sont pas en appellation d'origine contrôlée peuvent revendiquer, après agrément, le label Vin de pays de la Principauté d'Orange.
On trouve aussi sur la commune des chênes truffiers, plusieurs élevages (chevaux, moutons...) et un abattoir.

## Équipements ou Services

### Enseignement
La commune possède deux écoles : l'école Louis-Pergaud et l'école du Parc. On trouve sur la commune voisine de Bollène deux collèges (Paul-Eluard et Henri-Boudon) et un lycée.

### Sports
Il existe un stade municipal, rue Vigneaux.

### Santé
On trouve sur la commune plusieurs médecins généralistes, une pharmacie, etc. L'hôpital le plus proche est sur la commune de Bollène à environ cinq kilomètres au sud-est.

## Vie locale

### Cultes
L'église des Saint-Pierre-ès-Liens dépendait primitivement de l'évêché du Tricastin. D'origine romane, elle fut restaurée au XIVe siècle et au XVe siècle. C'est l'église paroissiale. La paroisse catholique fait partie du diocèse d'Avignon, doyenné d'Orange Bollène.
Le centre chrétien V.I.E. est l'église protestante évangélique implantée à Lapalud depuis 2002.

### Environnement
La Communauté de communes Rhône Lez Provence a dans ses compétences la Protection et mise en valeur de l'environnement. On trouve, sur la commune voisine de Bollène, une déchèterie acceptant : gravats, déchets verts, objets encombrants, ferraille, papiers, cartons et huiles de vidange et de friture.

## Lieux et monuments
L'agglomération lapalutienne, dans son ensemble, est aujourd'hui très différente de ce qu'elle fut jadis. Depuis la dernière guerre en particulier, on assiste à une profonde modification de la topographie et d'importantes mutations démographiques ont radicalement transformé la vie quotidienne des habitants.
Une promenade dans les rues de l'ancien village nous permet cependant d'imaginer ce qu'il fut, il y a deux ou trois siècles. Quelques vestiges architecturaux nous conduisent à évoquer la cité comtadine sous le régime pontifical et les populations rurales qui l'animèrent. Nous puisons d'utiles précisions dans les vieux textes d'archives, précieuse mémoire collective du vieux Lapalud.

### La mairie
L’hôtel de ville actuel a été construit en 1911. Ce bâtiment, construit peu avant la Révolution de 1789, quand on abattait les remparts et comblait les fossés, fut occupé par la maréchaussée jusqu'en 1833. Autrefois, la maison consulaire était située dans la Grande-Rue et servait en même temps de maison d'école.

### La porte Jullien - Couston
Porte flamande édifiée au début du XIXe siècle en remplacement de la tour de défense avec herse et pont-levis qui permettait de franchir l'enceinte fortifiée du Moyen Âge. Le dernier pont-levis, refait à neuf en 1624 avait été remplacé par un pont en pierre en 1701. C'est une décision de la commission municipale en date du 11 mai 1862 qui donne le nom du général Joseph-Louis-Victor Jullien à l'entrée nord du village. Plus tard elle prend le nom du général Jean-Baptiste Couston Couston né en 1796 à Lapalud décédé en 1876. Il fut colonel du 13ᵉ régiment de ligne, puis général de brigade sous Napoléon III en récompense de la répression du l’insurrection de décembre 1851. Commandeur de la légion d’honneur le 10 août 1853, il prit part à toutes les campagnes de Napoléon III. Auparavant, on disait « porte haute » ou « portail d'en haut ».

### Les remparts
Dernier vestige de l'enceinte fortifiée, la courtine nord ouest a été consolidée, en même temps que la maison voisine a été reconstruite, avec sa façade du XVIIIe. Les fossés ont été comblés par corvée à partir de 1760. En 1830, la démolition des tours de l'ouest et la récupération des terrains communaux que certains habitants occupaient abusivement, permit d'aménager le cours du Barry, le long du Béal.

### Le lavoir
Il s'élève à proximité d'une source abondante, aujourd'hui canalisée, qui alimenta, des siècles durant, une fontaine et un abreuvoir et où les femmes venaient laver leur linge. De nombreux travaux, effectués au XVIIe et au XVIIIe siècle permirent d'améliorer progressivement les conditions d'hygiène. Plus tard, au couchant du lavoir, on construisit un abattoir, aujourd'hui détruit.

### La maison Cardinale
Cette maison de campagne des cardinaux, au temps où les papes résidaient à Avignon, fut remaniée au XVIe siècle puis divisée en plusieurs logements et transformée en maison de rapport. À la base de la tour, bien conservée, l'entrée d'un souterrain est encore visible. S'il faut croire la tradition, ce boyau reliait jadis la maison au château de la Bâtie.

### L’égliseSaint-Pierre-aux-Liens

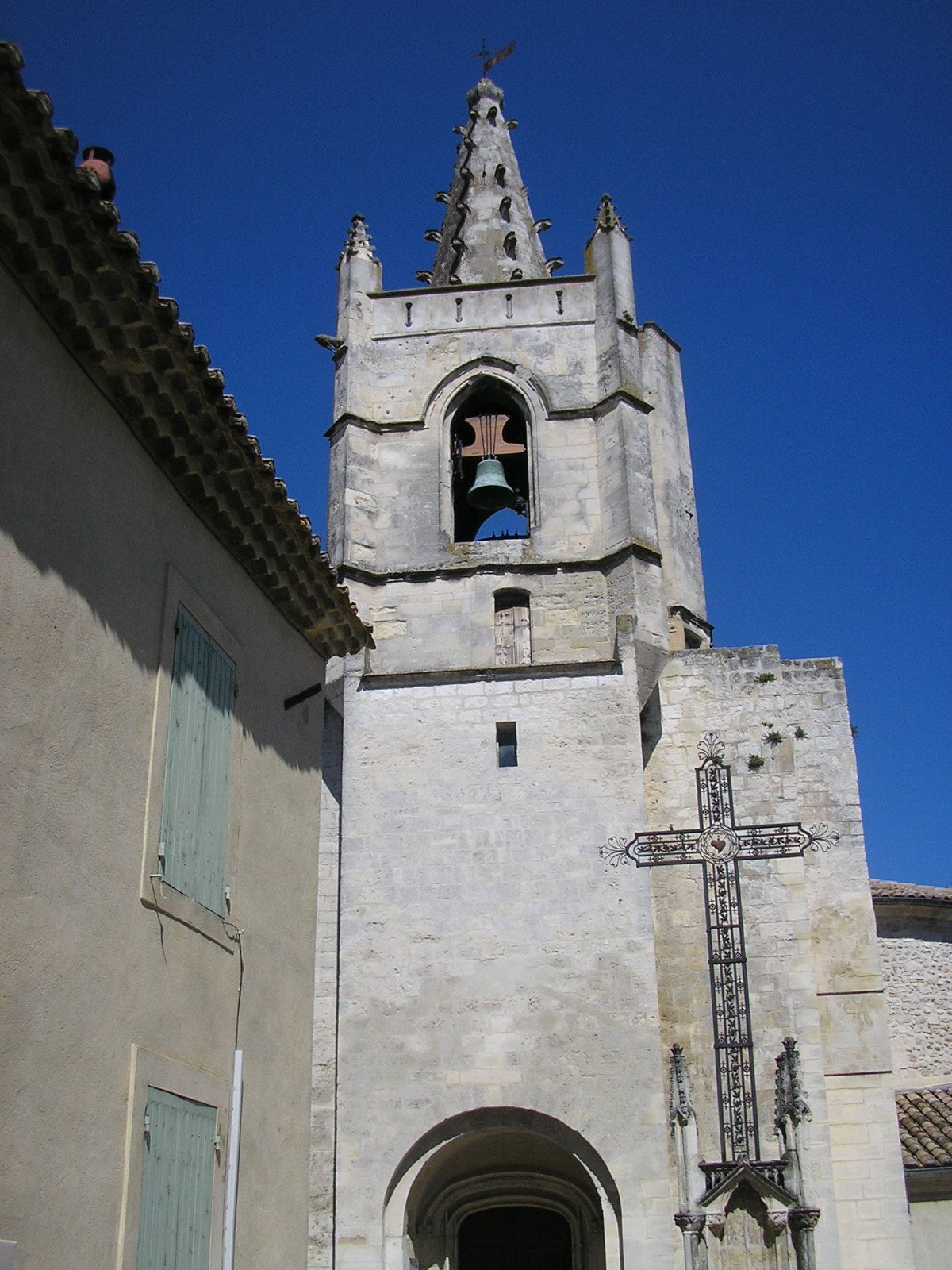
L’église Saint-Pierre-aux-Liens de Lapalud.

L’abbé Rose pensait qu'une chapelle existait déjà au Xe siècle. La nef principale, de style roman, serait due à Bertrand de Clansaye, évêque de Saint-Paul au XIIIe siècle. Le clocher actuel aurait été édifié au XVe siècle par la Révérende Chambre Apostolique, dame seigneuresse de Lapalud, avec la participation financière de Julien de la Rovère, qui devait devenir le pape Jules II. Les travaux d'agrandissement, entre 1823 et 1828, mirent en conflit la municipalité et un propriétaire voisin irréductible, le comte d'Empire Joseph-Louis-Victor Jullien. À l'intérieur, repose sous la chapelle Sainte-Anne, Blaise Alexandre Jullien, grand-père du général et comte d'Empire Jullien.
La Tour du clocher a été inscrite au titre des monuments historiques en 1973.

### Le Portalet
On appelle quelquefois ce bâtiment « le château ». La maison, construite à la fin du XVIIIe siècle par la famille de Jullien, s'élèverait sur l'emplacement de l'ancien manoir des Templiers. C'est là que vécurent les cinq frères Jullien qui devinrent tous officiers supérieurs dans les armées de la Révolution et de l'Empire. Le plus célèbre, Joseph-Louis-Victor Jullien se retira à Lapalud en 1815, comme général de division. Il laissa la maison à sa belle-sœur, madame Brézun et fit construire, pour y demeurer, le château de Kerchène. Ancien condisciple de Bonaparte à Brienne et à Valence, il avait été pendant 14 ans préfet du Morbihan. Napoléon en avait fait un conseiller d'État, commandeur de la Légion d’honneur et comte d'Empire. Il fut maire de Lapalud en 1830. Cet ancien jacobin, franc-maçon et anticlérical notoire s'était opposé pendant plusieurs années à la municipalité royaliste et au clergé local qui voulaient agrandir l'église sur l'emplacement de l'ancien cimetière. Bonaparte a séjourné à plusieurs reprises dans cette maison. En effet, le 3 mai 1798, Bonaparte quitte Paris pour embarquer à Toulon. Joséphine accompagne son mari et Thomas Prosper Jullien est aussi du voyage. Napoléon et Joséphine auraient passé la nuit du 7 au 8 mai à Lapalud dans la maison des Jullien.

### L’hôtel Malijac
L'immeuble occupé actuellement par le bureau de poste ne représente qu'une faible partie de ce qui fut l'hôtel des comtes de Malijac, qui était, de loin, la plus vaste demeure du village. Sous l'ancien régime, on y logeait les hôtes de marque en visite à Lapalud : l'évêque de Saint-Paul, le recteur du Comtat ou le vice-légat du pape. L'immeuble fut remanié à plusieurs reprises et connut diverses destinations : hôpital, hospice, école, etc. C'est aujourd'hui la propriété du bureau d'aide sociale. La Poste en est locataire depuis 1938. Au cours des travaux entrepris au début du siècle, on découvrit par deux fois des pièces d'or et d'argent cachées dans l'épaisseur des murailles.

## Personnalités liées à la commune
Patrie de :
- Politique : Frédéric Granier (° 1806 – † 1894), maire d'Avignon et sénateur de Vaucluse, né à Lapalud.
- Militaire : le général Joseph-Louis-Victor Jullien, comte d'Empire (1764-1839), ses frères le capitaine et aide de camp de Bonaparte Thomas Prosper Jullien et le lieutenant colonel Frédéric Benoît Victoire Jullien.
- Peintre : Rodolphe Julian, né à Lapalud le 13 juin 1839, est mort à Paris le 12 février 1907. Fondateur de l'Académie Julian, école de peinture et sculpture à Paris, mondialement connu de son vivant.
- Sportif : les frères Marseille, lutteurs du XIXe siècle.

Le poète Alain Borne est décédé dans un accident de voiture sur le territoire de la commune le 21 décembre 1962.